# Forrester-Klassifikation

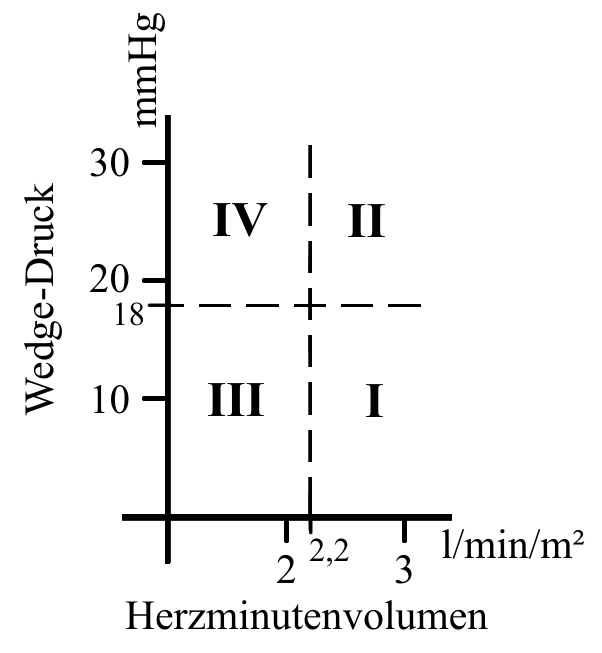
Forrester-Klassifikation
Grenzwerte:
Herzminutenvolumen 2,2 (l/min)/m²
Wedge-Druck 18 mmHg

Die Forrester-Klassifikation dient der Einteilung einer akuten Herzinsuffizienz nach hämodynamischen Kriterien. Beurteilungskriterien sind die kardiale Pumpleistung (gemessen als Herzzeitvolumen in Litern pro Minute) und der Füllungsdruck der linken Kammer (gemessen als Wedge-Druck in mmHg). Die Ermittlung dieser Messwerte erfolgt mit Hilfe eines Rechtsherzkatheters. Ähnlich wie bei der an anamnestischen und klinischen Kriterien orientierten NYHA-Klassifikation werden vier Klassen unterschieden, diese stimmen allerdings miteinander nicht überein.
- Klasse I: normales Blutflussverhalten. Rasselgeräusche in der Lunge sind nicht nachweisbar, kardiale Auswurfleistung und Druck in den Lungengefäßen liegen im physiologischen Bereich.
- Klasse II: der Füllungsdruck der Herzkammer ist erhöht, die Auswurfleistung jedoch normal. Durch den hohen Fülldruck kommt es zu Blutrückstau in die Lungengefäße, ein Lungenödem kann sich bilden, pulmonale Rasselgeräusche sind vorhanden. Die Körperperipherie wird normal versorgt. Diese Konstellation wird gelegentlich auch als Rückwärtsversagen des linken Herzens bezeichnet.
- Klasse III: normaler Füllungsdruck der linken Kammer, daher kein Blutrückstau in die Lunge, kein Lungenödem und keine pulmonalen Rasselgeräusche. Die verminderte Herzauswurfleistung führt jedoch zu einer Unterversorgung der Peripherie, manchmal als Vorwärtsversagen des linken Herzens bezeichnet.
- Klasse IV: erhöhter Füllungsdruck der Kammer, verminderte Herzauswurfleistung. Es kommt zu einem Blutrückstau in die Lungengefäße und einer Unterversorgung der Peripherie. Diese Kombination aus Vorwärts- und Rückwärtsversagen wird oft als kardiogener Schock bezeichnet.

Die Forrester-Klassifikation wird verwandt, um eine möglichst optimale intensivmedizinische Therapie der akuten Herzinsuffizienz zu steuern. So führen Vasodilatatoren wie Nitroglycerin und Molsidomin bei Patienten mit einem akuten Herzinfarkt der Forrester-Klasse II zu einem vorteilhaften Rückgang der Lungenstauung ohne nachteilige hämodynamische Veränderungen. Bei Patienten der Klasse III hingegen verursachen Vasodilatatoren einen Abfall des Herzminutenvolumens, bei ihnen ist eher eine vorsichtige Volumenzufuhr sinnvoll.